# Tomatin
Tomatin, α-tomatin je toxický steroidní glykosidový alkaloid přítomný ve stoncích a listech lilku rajčete, který má fungicidní, antibiotické a insekticidní účinky. α-Tomatin se skládá z tomatidinu a β-lykotetraosy. Chemicky je čistý tomatin za standardní teploty a tlaku bílá pevná krystalická látka.  Některé mikroby produkují enzym zvaný tomatinasa, který je schopen tomatin rozložit, čímž jej učiní proti mikrobům neúčinným. Hydrolýzou tomatinu vzniká aglykon tomatidin.

## Výskyt
α-Tomatin se nachází v rostlinách čeledi lilkovitých (Solanaceae) a je přítomen nejen v nezralých (zelených) rajčatech, ale také v listech a stoncích lilku rajčete (Lycopersicon esculentum). Chrání rostlinu před hmyzími škůdci (např. larvami mandelinky bramborové) a plísněmi. Obsah tomatinu ve zralých rajčatech je nízký, 0,03 až 0,08 mg/100 g, zatímco v nezralých je jeho obsah mnohem vyšší a to 0.9 až 55 mg / 100 g, což je lidské zdraví ohrožující.

## Toxikologie
α-Tomatin je rostlinný jed. Otrava u lidí se projevila po požití 25 mg látky. Dávka 400 mg může být smrtelná. α-tomatin a solanin způsobují pálení a řezavý pocit v krku, průjem, nauzeu, ospalost, pocit úzkosti a křeče. Dále se může objevit pocení, dušnost a bezvědomí.
Tomatin je akutně asi 20x méně toxický než stejná dávka solaninu z brambor. Škodlivější je dehydrotomatin než tomatin. Střední smrtelná dávka (LD50, dávka, která usmrtí 50 % postižených jedinců) tomatinu je asi 500 mg na kilogram tělesné hmotnosti při jednorázovém podání potravní cestou (perorálně). To nepředstavuje zdravotní riziko, protože obsah tomatinu se pohybuje od několika desetin až jednotek mg v kg zralých rajčat do desítek mg, výjimečně až 500 mg v kg rajčat nezralých, zelených.

## Využití
Tomatin se používal jako činidlo v analytické chemii pro srážení cholesterolu z roztoku. Tomatin je také známý jako imunitní adjuvant ve spojení s jistými proteinovými antigeny.